# Хожув
Хо́жув (пол. Chorzów [ˈxɔʐuf], сил. Chorzůw, с 1799 по 1884 и с 1939 по 1945 — Кёнигсхютте (нем. Königshütte [ˈkøːnɪçshʏtə]), с 1884 по 1922 — Кёнигсхютте-Обершлезиен, с 1922 по 1934 — Крулевска-Хута) — город в Польше, в Силезском воеводстве. Расположен в южной части страны, в 6 км к северо-востоку от Катовице, в 50 км к северу от границы с Чехией, на Силезской возвышенности в пределах Верхнесилезского каменноугольного бассейна. Промышленный центр и железнодорожный узел. Хожув является одним из центральных районов Верхнесилезского столичного союза — мегаполиса с населением в 2 миллиона человек. Расположен на реке Рава (приток Вислы). Девять миллионов человек живут в пределах 100 километров (62 мили) от Силезского стадиона в Хожуве. Шесть европейских столиц расположены в 600 км (373 мили): Берлин, Вена, Прага, Братислава, Будапешт и Варшава.
Население — 113,7 тыс. жителей (2008).
Промышленность представлена чёрной металлургией, машиностроением, химической, стекольной, пищевой и пр.

## История
Город Хожув был сформирован в 1934—1939 годах путем слияния 4 смежных городов: Хожува, Крулеска Хута, Нове Хайдуки и Хайдуки Вельки. Название самого старого поселения Хожув было применено к объединённому городу.
Этимология названия неизвестна. Считается, что Хожув впервые упоминается как Зверсов или Зуерсов в документе 1136 года Папой Иннокентием II как деревня с крестьянами, серебряными шахтами и двумя гостиницами. Ещё одно место, обозначающее Хожув, — Кокшам или Коча, о чём упоминается в документе 1198 года Иерусалимским Патриархом.
Промышленное и жилое поселение к юго-западу от Хожува, построенное с 1797 года вокруг Королевской угольной шахты и Королевского металлургического завода, было названо Полювска-Хута полякам или Хожув (Königshütte) немцами, оба названия которых обозначают «Королевские железные работы». По мере того, как оно быстро развивалось, этому поселению был присвоен статус города в 1868 году. Сегодня этот район называется Хожув I или Хожув-Място, что означает Хожувский центр.
Этимология Хайдукки неоднозначна и интерпретируется как связанная с немецким словом для болота (немецкий язык: смерть Хайде) или принятая с немецкого / польского / силезского термина для хайдук (ов) (польский (множественное число): Хайдукки, немецкий (Сингулярный), который на местном уровне означает бандиты. Это место впервые было упомянуто в 1627 году как Хейдук и показано на карте XVIII века как «Обер Хайдук» и «Нидер-Хайдук» (то есть Верхний и Нижний Хайдук). Более поздние имена Хайдуки Вельки и Новей Хайдуки означают великих хайдуков и новых хайдуков соответственно. Два поселения были объединены в 1903 году и названы в честь Бисмаркского металлургического завода Бисмаркхютте. Когда международные границы изменились, имя Бисмарка было заменено именем польского короля Батори (так выбрано, чтобы сохранить этот первоначальный «Б», который появился на экономически важной местной торговой марке). Сегодня это городское подразделение называется Хожув IV или Хожув-Батори.

### С XII века до Первой мировой войны

#### Деревня Хожув
В XII веке кастеллания Бытома, включая Хожувскую область, принадлежала провинции Краков. В 1179 году он был награждён герцогом Казимиром Справедливым герцогу Ополе, и с тех пор история Хожува связана с историей Верхней Силезии (Герцогство Ополе).
Самая старая часть города, деревня Хожув, ныне называемая Хожув Старый, принадлежала с 1257 года к Конному ордену Гроба Господня в Иерусалиме. Уже в это время были заминированы серебро и свинцовые руды, позже также железные руды. Существует документации для событий XVI века.
С 1327 года верхнесилезские герцогства управлялись герцогами династии Пястов и подчинялись Богемскому господству. Корона Богемии избрала королей польских-литовских Ягеллонов с 1471 года и австрийских королей Габсбургов после 1526 года. В 1742 году этот район был завоеван прусскими Гогенцоллернами в силезских войнах, создав сцену для прусской промышленной мощи. Прусский, а затем немецкий период длился около 180 лет и перекрывался со временем быстрой индустриализации.

#### Королевские железные заводы, угольные шахты и химические технологии
С открытием месторождений битуминозных углей в конце XVIII века местным церковным священником, в Хожувском районе развивались новые промышленные секторы. В 1791—1797 г. была построена прусская государственная королевская угольная шахта (Копалния-Криль, Кенигсгрубе, впоследствии переименованная несколько раз с меняющимися политическими ветрами). В 1799 году первый чугун был изготовлен в Королевском металлургическом заводе (Królewska Huta, Königshütte). В то время, в континентальной Европе он был новаторским промышленным учреждением такого рода. В 1819 году железные заводы состояли из 4 доменных печей, производящих 1400 тонн чугуна. В 1800-х годах в этом районе были добавлены современные цинковые работы Лидогниа. В 1871 году железные работы были захвачены холдингом под названием Великобритания и Laurahütte AG для горнодобывающих и металлургических операций, который добавил сталелитейный завод, железнодорожный завод и мастерские. В окрестностях Королевского угольного месторождения в 1870 году была открыта шахта Графиня Лаура, а к 1913—1914 годам добыча угля увеличилась до 1 млн тонн в год.
В 1898 году была введена в эксплуатацию тепловая электростанция, которая до 1930-х годов была крупнейшим производителем электроэнергии в Польше мощностью 100 МВт (электрическая). Сегодня он действует как «ELCHO». В 1915 году азотные химические работы были построены вблизи производства удобрений и взрывчатых веществ по вновь изобретенным технологиям: из воздуха, воды и угля (см. Процесс Хабер-Бош). В настоящее время действует как «Zakłady Azotowe SA».

### В Польше (1922—1939 гг.)
В плебисците в Верхней Силезии большинство из 31 864 избирателей проголосовали за то, чтобы они оставались в составе Германии, тогда как Польша получила 10 764 голоса. После трех силезских восстаний в 1922 году, восточная часть Силезии, в том числе Хожув и Крулевка Хута, была отделена от Германии и присуждена Польше. В 1934 году промышленные общины Хожува, Крулеска Хута и Новей Хайдуки были объединены в один муниципалитет с 81 000 жителями. Город был назван в честь самого старого поселка-Хожув. В апреле 1939 года к Хожуву было добавлено поселение Хайдуки Вельки, имеющее 30 000 жителеЙ.
Отчасти из-за немецко-польской торговой войны в 1920-х годах индустрия Хожува, пограничного города того времени, застопорилась до 1933 года. В 1927 году подразделение Хуты Пилсудского было разделено на компанию, производящую железнодорожные вагоны, трамваи и мосты. В настоящее время он работает как Alstom-Konstal. Государственный завод азотных соединений (Państwowa Fabryka Związków Azotowych) был в 1933 году объединен с аналогичной компанией (в основном её копией) в Тарнов-Мошице.

### Немецкий период во время Второй мировой войны (1939—1945)
В день начала Второй мировой войны в сентябре 1939 года, Хожув был захвачен нацистской Германией. Польские нерегулярные силы, в основном силезские ветераны три дня оказывали сопротивление обычным немецким войскам, большинство из которых были убиты в массовых расстрелах. Польская собственность была конфискована, и Хожув (с балансом польской Силезии) был быстро перестроен в Германскую Силезию (Preußische Provinz Schlesien, с 1941 Oberschlesien); Верхнесилезская промышленность является одним из столпов боевых действий нацистской Германии. В Хожуве было несколько принудительных трудовых лагерей, а в 1944—1945 годах — два отделения концентрационного лагеря Аушвиц. В январе 1945 года Хожув был освобождён Советской Красной Армией с последующим преследованием многих этнических польских силезцев и немцев.

### После 1945 года

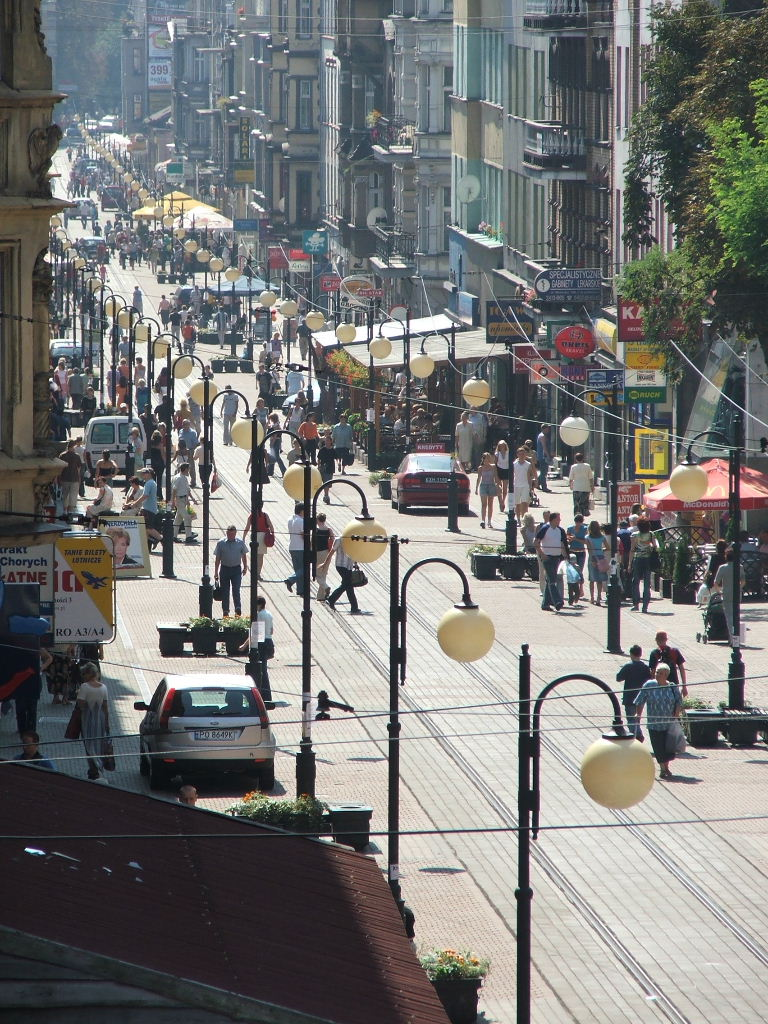

В конце Второй мировой войны Хожув был вновь включен в Польшу. Как правило, промышленность Хожува понесла небольшой ущерб во время Второй мировой войны из-за её недоступности бомбардировкам союзников, мантии в советскую армию в январе 1945 года и, возможно, медленности Альберта Шпеера или отказа от реализации политики выжженной земли. Эта неповрежденная промышленность сыграла решающую роль в послевоенном восстановлении и индустриализации Польши. После войны предприятия были национализированы и эксплуатировались с незначительными изменениями до 1989 года. Некоторое промышленное оборудование и не менее 100 000 польских силезцев были депортированы в украинский Донбасс. При «спаде коммунизма» в 1989 году область была в упадке. С 1989 года регион перешёл от тяжелой промышленности к более разнообразной экономике.

## Экономика
Хожув был одним из самых важных городов в крупнейшем польском экономическом районе (Верхнесилезская промышленная зона) с обширной промышленностью в области добычи угля, стали, производства и энергетики. За последние два десятилетия многие учреждения тяжелой промышленности были закрыты или сокращены из-за экологических проблем в центре высоко урбанизированной области, а также из-за отсутствия инвестиций в течение десятилетий. Другие были реструктурированы и модернизированы. Население сократилось. Городской характер развивается в сторону экономики обслуживания, поскольку новое промышленное развитие занимает в основном место на границе Верхнесилезского столичного союза. Уровень безработицы высок (12,6 % в 2007-12-31 гг.)
Основными промышленными предприятиями являются:
- Huta Batory — сталь
- Huta Kościuszko SA — сталь
- Электростанция Хожув
- Zakłady Chemiczne Hajduki SA — карбохимия
- Zakłady Azotowe SA — азотная фиксация и метанол
- Alstom-Konstal — производство и строительство транспорта
- KWK Polska Wirek, rejon Prezydent — угольная шахта
- ProLogis — логистика
- Messer — технические газы

## Города-побратимы
- Злин, Чехия
- Крей (Creil), Франция
- Изерлон, Германия
- Тернополь, Украина
- Озд, Венгрия
- Термоли, Италия